# La Filière bulgare
La Filière bulgare est le 70e roman de la série SAS, écrit par Gérard de Villiers. 
Publié en avril 1983 aux éditions Gérard de Villiers, il a été, comme tous les SAS parus au cours des années 1980, édité à 100 000 exemplaires en France. 
Le roman met en scène la tentative d'exfiltration d'un défecteur soviétique à l'Ouest et la tentative d'assassinat de Jean-Paul II en 1981 avec l'aide des services secrets bulgares.

## Principaux personnages
- Malko Linge : héros du roman, Autrichien, agent contractuel de la CIA.
- Becik Galata.
- Leïla Galata : épouse de Becik Galata.
- Hildegard von Brisbach.
- Allan Margdorf : chef d'antenne de la CIA à Vienne.
- Fedor Storamov : général du KGB.
- Emil Borovo : colonel des services secrets bulgares (« Komitet za Darjavna Sigournost »).
- Samir Sidani : chef d'une entreprise de transports.
- Kurt Morell : chef de la sécurité de l'ambassade allemande à Sofia et membre du BND (services de renseignements de la RFA).
- Alois Kartner : honorable correspondant de la CIA à Sofia, responsable d'une agence de voyages.
- Samia Sidani : son épouse.
- Todor Vaslec : peintre, anticommuniste.
- Sylvana Vaslec : son épouse.
- Gregori Vartanian : policier chargé de surveiller Leïla Galata.
- Maya Klokotnika et Koscina : prostituées bulgares.

## Résumé
Début 1983. Le roman débute par la mort de Becik Galata, tué par l'explosion de son téléphone, alors qu'il a une relation torride avec Hildegard von Brisbach. L'explosif situé dans le combiné a été actionné à distance (chapitre 1).
Becik Galata était l'intermédiaire secret pour faire passer à l'Ouest un général russe, Fedor Storamov, faisant partie du KGB et actuellement en poste à Sofia en Bulgarie. Ce général a informé la CIA qu'il souhaitait faire défection. Sous la couverture de chauffeur routier et l'identité de Klaus Frost, Malko est envoyé en Bulgarie pour tenter de le faire passer à l'Ouest. L'opération est très importante car le général Storamov avait eu pour mission, deux ans auparavant, d'organiser l'attentat contre Jean-Paul II. Il craint que la direction générale du KGB ne le fasse exécuter pour éliminer tout témoin gênant. Malko se rend donc à Sofia et parvient, grâce à Leïla Galata, à entrer en contact avec le général Storamov. Mais une difficulté inattendue surgit : un colonel des services secrets bulgares, Emil Borovo, fait chanter le général Storamov et exige de bénéficier lui aussi de l'exfiltration. Sinon, il menace de dénoncer Storamov et son projet d'évasion. En effet, Borovo est, comme Storamov, « sur la sellette » et menacé d'exécution. Malko organise donc l'exfiltration des deux hommes, mais deux problèmes surgissent : non seulement la CIA n'a pas prévu un second passeport pour Borovo, mais au surplus le camion qui devait servir à l'exfiltration vient d'avoir un accident et se révèle inutilisable pour un certain temps. Malko doit donc se débrouiller pour trouver un second passeport et une autre moyen d'infiltration. À cela s'ajoute la peur d'être découvert par les services secrets bulgares ou par le KGB (chapitres 2 à 11).
Kurt Morell, chef de la sécurité de l'ambassade allemande à Sofia et membre du BND, devait remettre à Malko un passeport. Malko le retrouve mort à son domicile, sans doute tué par Emil Borovo.  Malko et le général Storamov se demandent comment le « contenir » ou le neutraliser. Malko retrouve le passeport habillement caché par Morell, recherché par Borovo, et s'en empare. Borovo rencontre de nouveau Malko et le menace. Ce dernier lui fait croire qu'il a pu obtenir un « camion de remplacement » et que l'exfiltration pourra avoir lieu sans passeport. Borovo ne le croit pas. Lorsque Malko est suivi dans ses déplacements par une grosse femme bulgare, il ignore si elle travaille pour les services secrets du pays, pour Borovo ou pour Storamov. Il découvre que la femme est payée par Borovo pour le suivre. Fedor Storamov la tue sauvagement en lui faisant broyer la tête sous les roues d'une rame de métro. Storamov lance un ordre officiel pour arrêter Borovo et le mettre au secret. Prévenu par un ami, Borovo est ivre de rage : il comprend que Malko ne l'aidera pas à quitter le pays et que sa vie ne tient plus qu'à un fil (chapitres 12 à 16).
Borovo rencontre Alois Kartner pour avoir des informations sur Malko et lui transmettre des menaces. Pendant ce temps Fedor Storamov viole Sylvana Vaslec. Borovo rencontre de nouveau Alois Kartner et le tue en l'enflammant avec de l'alcool. Le plan d'évasion de Malko est mis en place : il s'agit de quitter la Bulgarie sur un vol régulier direct reliant Sofia à Vienne. Il dispose du passeport pour Storamov. Ce dernier a les traits du visage modifiés par Samia Sidani afin de ne pas être reconnu à l'aéroport. Borovo contacte Todor Vaslec pour lui dire de contacter « Klaus » (Malko). Todor accepte. Borovo menace alors Malko : ou bien il lui remet le passeport, ou bien il tue Todor. Malko oblige Storamov à le suivre jusqu'au domicile de Todor. Lorsque les protagonistes se rencontrent, une fusillade a lieu, au cours de laquelle Emil Borovo et Todor Vaslec trouvent la mort. Malko informe Sylvana de la mort de son époux. Pendant ce temps, Leïla Galata a tué le policier chargé de la surveiller et se rend au lieu de rendez-vous fixé avec Malko pour l'exfiltration. Mais pour être sûr d'être seul avec Malko à l'aéroport, Fedor Storamov la tue de sang-froid (chapitres 17 à 19).
À l'aéroport, tout se déroule sans encombre : Malko et le général Stomarov passent sans difficulté les postes douaniers et prennent l'avion. Ce dernier décolle à l'heure prévue, direction Vienne. L'avion est néanmoins dérouté à la dernière minute vers Bucarest pour prendre en charge des passagers d'un autre vol qui a été annulé. Ils ignorent que pendant ce temps, Sylvana Vaslec désire se venger de la mort de son époux Todor et du viol imposé par Stomarov. Elle se rend au siège des services secrets et les informe du départ secret du général, en indiquant sur quel vol il a pris place. Elle se suicide peu après en se jetant par la fenêtre. Le général Stomarov est arrêté à Bucarest par la police politique. Le roman se termine par ces mots : « Au dernier moment, le KGB avait récupéré le seul témoin capable de le relier à l'assassinat du pape » (chapitres 20 et 21).